# Güel
Güel ist eine Ortschaft und eine Parroquia rural („ländliche Gemeinde“) im Kanton Sígsig der ecuadorianischen Provinz Azuay. Die Parroquia besitzt eine Fläche von 14,46 km². Die Einwohnerzahl lag im Jahr 2010 bei 1348. Die Parroquia wurde am 10. Januar 1953 gegründet.

## Lage
Die Parroquia Güel befindet sich am Linksufer des in Richtung Nordnordwest fließenden Río Zhio, ein rechter Nebenfluss des Río Santa Bárbara. Der Ort Güel befindet sich auf einer Höhe von 2620 m knapp 5 km nordöstlich des Kantonshauptortes Sígsig.
Die Parroquia Güel grenzt im Osten an den Kanton Chordeleg mit den Parroquias San Martín de Puzhío, Delegsol und Principal, im Süden und im Westen an die Parroquia Sígsig sowie im Norden an die Parroquia Simón Bolívar (Kanton Gualaceo).